# Fibrina
La fibrina es una proteína fibrilar e insolubre que juega un papel crucial en la coagulación sanguínea y la cicatrización de heridas, tiene la capacidad de formar redes tridimensionales de vasos sanguíneos y tendones. Esta proteína actúa como una especie de pegamento o hilo entre las plaquetas que se exponen en alguna herida; la fibrina mantiene a la costra pegada a la herida hasta que aparezca una nueva capa de piel.

## Características
Esta proteína desempeña un importante papel en el proceso de coagulación, dadas sus propiedades. Tiene la forma de un bastón con tres áreas globulares y la propiedad de formar agregados con otras moléculas de fibrina formando un coágulo blando. 
La fibrina desempeña un papel importante en la activación del proceso de degradación del coágulo. Su presencia favorece la activación del activador tisular del plasminógeno (tPA, por sus siglas en inglés), que se activa hasta 500 veces más rápido cuando la fibrina está presente. El plasminógeno se transforma en plasmina que inicia la degradación y liberación de la fibrina, degradación que genera los productos de degradación del fibrinógeno (o de la fibrina), entre ellos el Dímero D. El tPA es inactivado por el inhibidor de activador tisular del plasminógeno (PAI-1). Este último tiene secreción circadiana y pudiera estar relacionado con la presencia de infarto agudo de miocardio y muerte súbita en la mañana, momento en el cual sus niveles son más altos. El PAI-1 también se ha descrito como una proteína reactante de  fase aguda, en eventos como infección, inflamación, trauma o cirugía, y sus niveles se correlacionan con otras proteínas como la proteína C reactiva, fibrinógeno y factor VIII. Algunas condiciones crónicas como el cáncer pueden elevar el PAI-1 por meses o años.

## Localización
Normalmente se encuentra en la sangre en una forma inactiva, el fibrinógeno, el cual por la acción de una enzima llamada trombina se transforma en fibrina, que tiene efectos coagulantes.